# Pogroszyn
Pogroszyn – wieś w Polsce położona w województwie mazowieckim, w powiecie przysuskim, w gminie Wieniawa. Ma status sołectwa.
Prywatna wieś szlachecka Pobroszyn, położona była w drugiej połowie XVI wieku w powiecie radomskim województwa sandomierskiego.
Wierni Kościoła rzymskokatolickiego należą do parafii św. Katarzyny w Wieniawie.
W latach 1954-1972 wieś była siedzibą gromady Pogroszyn. W latach 1975–1998 miejscowość administracyjnie należała do województwa radomskiego.